# Сокіл Іван Васильович
Іван Сокіл (1867, с. Добровілля Павлоградського повіту Катеринославської губернії, нині Васильківського району Дніпропетровської області — 1945, Дніпро, Україна) — педагог, діяч відродженої 1941 Катеринославського товариства «Просвіта». Батько співачки Марії Сокіл (1902 — 1999) і письменника Василя Сокола (1905 — 2001). Жертва терору російського окупаційного режиму.

## Життєпис
З родини селянина, колишнього кріпака. Коли помер батько, Іванові виповнилося три роки і мати сама виховувала дітей. У 18 років переїздить у Мелітопольський повіт, де працює помічником вчителя. Продовжив вчителювання в с. Гусарка Олександрівського повіту (нині — Запорізька область). 
Зберігся один лист Сокола до Дмитра Яворницького, датований 14 листопада 1913, надісланий до Катеринослава з с. Кінські Роздори Олександрівського повіту.
За просвітницьку, революційну діяльність серед селян учитель Сокіл неодноразово заарештовувався в 1905, 1907, 1913 та двічі в 1914. Того ж 1914 його позбавили права вчителювати і поновили у тому праві лише після клопотань члена Державної Думи Бабенка. У 1917 оселяється в Катеринославі, де долучається до кола українських революціонерів-самостійників, за що його заарештовують і червоні, і білі, і махновці. 
Обирався товаришем голови на першому з’їзді українських вчителів Катеринославщини 9 квітня 1917. 
До 1927 викладав у початкових школах, читав лекції на курсах українознавства. 
У 1928 здобуває вищу освіту і продовжує педагогічну діяльність вже в школах фабрично-заводського навчання і на курсах підготовки до вузів — викладає українську мову і літературу, історію. Рік працював у Транспортному інституті.
У 1929 заарештований під час масових арештів серед української інтелігенції Січеслава. Його донька — примадонна Харківської столичної опери Марія Сокіл — клопоталася за батька перед головою ДПУ України Всеволодом Балицьким. Сокіл відсидів у Дніпропетровській в’язниці ДПУ 110 днів, обріс бородою. 
Перед початком Другої світової війни вийшов на пенсію. З початком війни і окупації міста у перших числах вересня 1941 стає учасником наради групи місцевої інтелігенції в будинку колишнього виконкому, де розглядалося питання про утворення органів місцевого самоврядування. Сокіл призначається завідувачем клубу у колишньому Будинку Червоної армії (англійський клуб).
Невдовзі після утворення відділу освіти зібрався комітет по укладанню Статуту українських клубів (під цією вивіскою передбачалося функціонування «Просвіт»), який очолив Сокіл. Цілі клубу визначалися статутом: «національне виховання українського народу шляхом театральних вистав, бесід, лекцій, рефератів»; правила вступу до клубу, розміри членських внесків тощо. Але документа цього окупаційна влада реєструвати не дозволила.
У грудні 1941 окіл їде на станцію Ігрень зорганізовувати місцевий клуб-осередок «Просвіти», а також інспектувати роботу культурних закладів. Там знайомить ряд вчителів з завданнями ОУН. Через три місяці після відкриття німці забирають приміщення клубу в обласному центрі для своїх потреб, завмирає і діяльність напівлегальної «Просвіти». Начальник відділу освіти Павло Козар призначає Сокола одним з чотирьох інспекторів шкіл Дніпра і наказом від 22 січня 1942 переводить його також на роботу до Історичного музею архіваріусом. 
За завданням начальника відділу освіти Сокіл пише «Буквар» для народних шкіл, який згодом стане одним з пунктів обвинувачення педагога Військовою прокуратурою після повернення більшовиків. 
У листопаді 1942 Сокіл здав текст готового «Букваря» до методичного кабінету при допоміжному шкільному управлінні при 2-му відділі генкомісаріату. Німці друкувати підручники не дозволили.
У серпні 1942 закривається музей, а Сокіл оселяється в Ігрені, де у 1941 придбав хату. Там же, з квітня 1943 і до приходу більшовиків очолює місцевий комітет самодопомоги, до складу якого входило 1500 чоловік. Комітет існував на пожертви артілі «Новий шлях», місцевої церкви, зборів з прибутку театру, внесків приватних осіб. 
У 1943 Сокіл був дописувачем «Дніпропетровської газети», висвітлював події культурного, церковного, господарського життя. 
У жовтні 1943 в Дніпро прийшла Червона армія. 
7 листопада 1943 Сокіл заарештований органами НКВС. На допиті 76-річний вчитель сказав слідчому НКДБ: 

«Я все життя мріяв про створення самостійної Української держави».

Сокіл помер 1945 в Дніпропетровській пересильній тюрмі. Реабілітований висновком Дніпропетровської обласної прокуратури 25 грудня 1991 року.